# Fernand De Greef
Fernand De Greef, né à Uccle, le 11 novembre 1902 et mort, à Ixelles, le 19 septembre 1961, est un résistant au sein du réseau Comète comme l'est son épouse, Elvire De Greef, qui coordonne le réseau-Sud durant toute la durée de la Seconde Guerre mondiale depuis la Villa Voisin à Anglet qu'ils occupent depuis mai 1940 ainsi que leurs enfants, Janine et Frédéric également membres actifs de la ligne Comète.

## Éléments biographiques
Fernand De Greef naît à Uccle, le 11 novembre 1902. Ses parents, Jean-Baptiste De Greef et Catherine Legrand, alors âgés de 42 ans, tiennent une charcuterie, au no 14 de la chaussée de Waterloo. Un mois après l'Armistice, en décembre 1918, Fernand, âgé de seize ans s'enrôle au 2e régiment de lanciers jusqu'en décembre 1919 .
Le 7 octobre 1922, il épouse à Ixelles, Elvire Berlaimont. Le couple a deux enfants, Frédéric qui naît en 1923 et Janine en 1925. Fernand est cadre dans une industrie. 

### Seconde Guerre mondiale

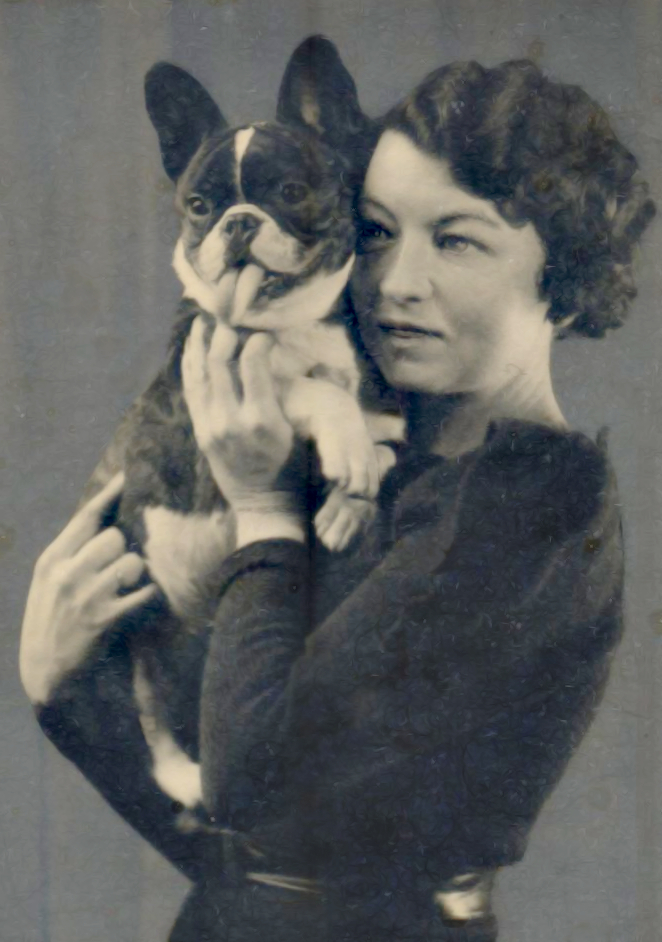
Elvire De Greef et leur chien « Gogo », peu avant la guerre.

Lorsque l'armée allemande envahit la Belgique en mai 1940, Elvire De Greef est secrétaire de direction du journal L'Indépendance belge. Ce journal met sur pied un convoi. Le directeur et plusieurs journalistes souhaitent rallier les États-Unis via la France et l'Espagne. La famille De Greef fait partie du voyage. Tandis que certains poursuivent leur périple, la famille De Greef s'installe finalement, en France, dans une fermette abandonnée par ses occupants, la villa Voisin, à dix-huit kilomètres de la frontière espagnole, au 12 de l'allée du Marquis Casa Argudin, à Anglet,.
Vers le mois de mai 1941, Elvire De Greef est à Bruxelles pour créer une couverture parfaite pour Albert Edward Johnson, « Bee », qui vit avec eux à Anglet. Elle rencontre à la Société générale de Belgique où il est cadre, Jean Apper, ex-officier de l'armée belge ayant des contacts avec Londres. Elle lui explique que sa famille souhaitait rallier Londres via l'Espagne mais que finalement, ils s'étaient installés à Anglet. Jean Apper lui demande si sa famille accepterait d'être un point de chute pour ceux qui tenteraient de traverser la France pour rejoindre l'Angleterre. Elle accepte volontiers, ceux qui auront besoin d'aide n'auront qu'à se présenter en disant « Gogo est mort »,.
Albert Edward Johnson, citoyen britannique, dispose désormais d'une nouvelle identité, il est le neveu décrété « sourd-muet » de Fernand De Greef dont le frère serait porté disparu au Congo.
En juin 1941, la famille De Greef rencontre Arnold Deppé qui effectue un voyage exploratoire en vue de créer une route d'évasion de la Belgique vers l'Espagne, la Ligne Comète. C'est à ce moment-là qu'ils deviennent « Tante Go » et « Oncle Dick ». Elvire est aussi est impliquée dans le marché noir et la contrebande, activité qui la met en contact avec des membres de l'occupation et lui offre une couverture parfaite pour ses déplacements.
Fernand De Greef, quant à lui, se lie d'amitié avec  le maire d'Anglet, François Dommain également résistant. Parlant parfaitement l'allemand, ce dernier a régulièrement recours à ses services pour servir d'interprète avec l'occupant. Fernand finit par travailler à la mairie où il dirige le Bureau des troupes d'occupation et devient l'interlocuteur privilégié des Allemands qui ont un appétit féroce en matière de réquisitions qu'il convient de tempérer dans la région. Ceci lui permettait de fournir des documents d'identité vierges, des laissez-passer, des cachets, des coupons de rationnement supplémentaires. Frédéric, « Freddy », devient le courrier de l'organisation familiale et, aidé par son père, le faussaire en titre. Janine, du haut de ses seize ans, était convoyeuse et prenait en charge des aviateurs alliées à Paris pour les amener à Biarritz puis, de là à Anglet ou dans d'autres safe houses de la région,.

#### Structuration du réseau en Pays-basque

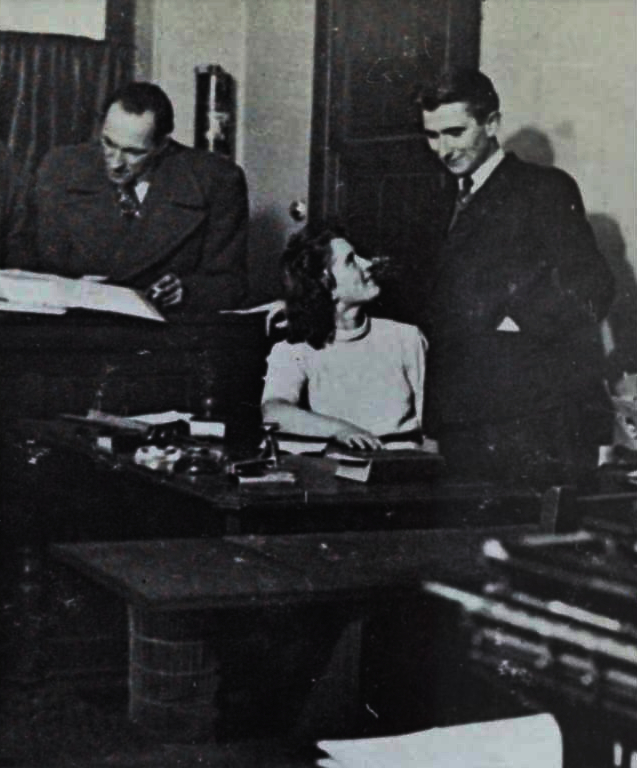
Fernand De Greef (à gauche) consulte un dossier à la Mairie d'Anglet vers 1944. À droite, Jules Mendiburu et probablement sa sœur, Veronique.

Très rapidement, tandis qu'Andrée De Jongh est à la tête du réseau, la tête de pont d'Anglet va se structurer. Sous l'action de Fernand De Greef et du maire d'Anglet, la mairie va se révéler être un bastion de la résistance. Frédéric De Greef travaille également à la mairie et organise les falsifications. Veronique Mendiburu organise une safe house et s'investit ensuite dans le ravitaillement et organise pour la mairie une soupe populaire dans le quartier de Blancpignon. Son frère, Jules Mendiburu, « Julot », directement sous les ordres de Fernand De Greef travaille pour le Bureau des troupes d'occupation où il tient le standard téléphonique de la mairie et assure les communications codées sous des termes anodins en qualité d'agent de liaison notamment avec son homologue, Gracie Ladouce, à la mairie de Ciboure et son amie et voisine Kattalin Aguirre et sa fille Joséphine « Fifine » qui sont des agents de premier plan.
Léontine Danglade tient une épicerie, place Lamothe à Anglet elle effectue des tâches de ravitaillement et de liaison, un prêtre nationaliste basque, autorisé à circuler partout de jour comme de nuit, Joseba Andoni Urresti, « Jacques », est un précieux atout, dans le quartier de Sutar, Pierre Elhorga et son épouse sont chargés par la mairie de distribuer les cartes de rationnement, avec leur voisine, Marthe Mendiara, ils organisent ce quartier stratégique pour le franchissement des Pyrénées. Le point névralgique de ce quartier étant le restaurant familial Larre, surnommé L’Auberge par les membres du réseau.
Fernand De Greef était également actif dans le renseignement pour le MI9 britannique. Ainsi, la nuit du 23 août 1944, lorsqu'un véhicule militaire allemand est arrêté dans la région d'Anglet, on découvre à son bord l'identité des gardes frontières fuyant vers l'Espagne. Fernand De Greef les fait parvenir à Michael Creswell qui lui demande en retour de collecter d'autres informations notamment concernant une usine allemande fabriquant un nouveau prototype d'avion qu'il convenait de préserver des destructions de la débâcle allemande .
En juillet 1944, le passeur basque, Florentino Goikoetxea, accomplit un dernier passage des Pyrénées avec des renseignement à destination des britanniques. Sur le trajet du retour, il est grièvement blessé aux jambes par les Allemands. Il parvient cependant à dissimuler les documents que Michael Creswell lui avait remis pour Elvire De Greef. Il est arrêté. « Tante Go » lui rend visite à l'Hôpital de Bayonne et parvient à lui dire qu'ils allaient tenter quelque chose le lendemain. Le lendemain, 28 juillet 1944, au volant de l'ambulance de la mairie d'Anglet, Fernand De Greef accompagné de deux policiers français résistants déguisés en agents de la Gestapo, Antoine Lopez et Jules Artola, font irruption à l'hôpital munis de « documents officiels » allemands ordonnant que le prisonnier leur soit remis. Avec applomb et vociférant en allemand, ils se saississent du prisonnier et repartent avec Florentino qui sera soigné dans la clandestinité et guérira de ses blessures,.
Fernand De Greef meurt, le 19 septembre 1961, à Ixelles, âgé de 58 ans.

## Reconnaissances
- Auxiliaire de 1re Classe ARA à dater du 1er juin 41[3].
- Un square, en 2021, est dédié à la famille De Greef à Anglet[15].

## Archives
- De Greef, Elvire (Tante Go). Notes inédites intitulées : « Détails de l'activité de M. Fernand De Greef du 26 juin 1940 à la fin de la guerre ».
- Uccle, Acte de naissance de 1902, no 465, vue 397/759.